# Luce Fabbri
Luce Fabbri, née le 25 juillet 1908 à Rome et morte le 19 août 2000 à Montevideo, est une écrivaine, poète, éditrice, féministe et militante socialiste libertaire, professeure de littérature italienne à l'Universidad de la República  de 1949 à 1991.
Elle est la fille du théoricien anarchiste italien Luigi Fabbri qu'elle accompagne dans son exil en Uruguay.

## Jeunesse et exil
Fille de Luigi Fabbri, elle côtoie dans son enfance nombre de révolutionnaires dont Errico Malatesta.
Dès 1924, elle contribue à la revue Pensiero e volontà éditée par son père et Malatesta.
En 1928, elle obtient un doctorat de lettres à l'université de Bologne, sa thèse porte sur le géographe libertaire Élisée Reclus (non publiée).
En janvier 1929, du fait de la montée du fascisme en Italie, elle rejoint avec sa mère, clandestinement, son père en exil en France, à Paris.
Après leur expulsion de France deux mois plus tard, la famille se réfugie en Belgique et, à nouveau menacée, elle part s'installer en Uruguay, à Montevideo.
Les premières années sont difficiles en raison du manque d'argent. Elle donne des cours d'italien et de grec. Elle noue des relations amicales, notamment, avec l'anarchiste hispano-argentin Diego Abad de Santillan et avec Simón Radowitzky, anarchiste argentin tout juste libéré après de nombreuses années de la prison.
En 1933, elle se marie avec Ermacora Cressati qui partage ses combats.

## Éditrice militante
En 1935, elle publie son premier ouvrage, Camisas Negras (Chemises noires), une étude sur le fascisme italien.
En continuatrice de l'œuvre de son père disparu en 1935, elle poursuit la publication de la revue Studi Social jusqu'en 1945, et exerce dans l'enseignement comme professeur d'histoire.
Pendant la révolution sociale espagnole de 1936, elle est impliquée dans le soutien aux anarcho-syndicalistes espagnols. Elle écrit alors sous le pseudonyme de Luz Alba.
Militante active, elle publie des revues comme Rivoluzione Libertaria (distribuée clandestinement en Italie fasciste) ou Volontà, et écrit de nombreux articles, brochures ou livres dont une biographie de son père et une étude sur Machiavel.
Bonne conférencière, elle participe notamment le 27 décembre 1958 à un meeting de la Fédération libertaire argentine avec Augustin Souchy et Diego Abad de Santillán
Dans les années 1960, elle publie également des recueils de poésie.

## Socialiste libertaire
Pendant la dictature militaire en Uruguay de 1973-1985, elle échappe à la répression en arrêtant toute activité politique. Pour éviter la confiscation de ses archives, elle les envoie à l'Institut international d'histoire sociale d'Amsterdam.
À la fin de la dictature, elle renoue avec l'activisme politique et aide à la fondation du Grupo de Estudio y Accion Libertaria qui publie, à partir de 1986, le journal Geal devenu Opcion Libertaria.
En 1993, elle participe à une conférence à Barcelone. Sa contribution, par le magazine A/Rivista Anarchica de Milan porte sur « Une utopie pour le XXIe siècle ». Elle reste attachée à son idéal socialiste libertaire.

## Contre tout autoritarisme
Dans ses nombreux essais sur Dante, Machiavel et Leopardi, elle développe une critique libertaire du fascisme et du totalitarisme, notamment dans El totalitarismo entre les dos guerras (1948) où elle anticipe les analyses développées ensuite par Hannah Arendt dans les années 1960.
Dans la plupart de ses écrits, littéraires comme politiques, la question de la liberté est centrale, sans doute sous l'influence de son père.
Son idéal, essence même de sa vie, est sa lutte contre tout autoritarisme (de droite ou de gauche) qu'il soit domestique, religieux, partisan ou idéologique.
Ainsi, en 1959, elle s'oppose à la révolution castriste, dénonçant sa dimension autoritaire et anti-libertaire, même si ses positions provoquent de vifs débats au sein de la Fédération anarchiste uruguayenne (FAU) où elle est minoritaire.

## Postérité
Au début des années 2000, un centre d'archives du Grupo de Estudios y Acción Libertaria et de la revue Option libertaire porte le nom de Luce Fabbri. Cette bibliothèque compte un important stock de livres, de journaux, d'hebdomadaires, de revues et de correspondance collectés durant des années.

## Œuvres

### En français
- Leçons sur la définition et l’histoire du fascisme ; suivi de Le totalitarisme entre les deux guerres, Noir et rouge, 2023. 106 pages.

Préface
- Camillo Berneri, Guerre des classes en Espagne, Les Cahiers de Terre libre, Nîmes, avril-mai 1938, (BNF 31803302).

Anthologie
- Isabelle Escudero, Luce Fabbri, Christian Ferrer, Une utopie pour le 21e siècle, Lyon, Atelier de création libertaire, 1996, (BNF 37163359).

### En espagnol et italien
(liste non exhaustive)
- Camisas negras, Ediciones Nervio, Buenos Aires, 1935.
- 19 de julio. Antologia de la revolucion espanola, Coleccion Esfuerzo, Montevideo, 1937, sous le pseudonyme de Luz D. Alba.
- Avec Diego Abad de Santillan, Gli anarchici e la rivoluzione spagnola, Carlo Frigerio Editore, Lugano, 1938.
- La liberta nelle crisi rivoluzionarie, Edizioni Studi Sociali, Montevideo, 1947.
- El totalitarismo entre las dos guerras, Ediciones Union Socialista Libertaria, Buenos Aires, 1948.
- L'anticomunismo, l'antimperialismo e la pace, Edizioni di Studi Sociali, Montevideo, 1949.
- La strada, Edizioni Studi Sociali, Montevideo, 1952.
- Sotto la minaccia totalitaria, Edizioni RL, Napole, 1955.
- Problemi d'oggi, Edizioni RL, Napoli, 1958.
- La libertad entre la historia y la utopia, Ediciones Union Socialista Libertaria, Rosario, 1962.
- El anarquismo: mas alla de la democracia, Editorial Reconstruir, Buenos Aires, 1983.
- Luigi Fabbri. Storia d'un uomo libero, BFS, Pise, 1996.
- Una strada concreta verso l'utopia, Samizdat, Pescara, 1998.
- La libertad entre la historia y la utopia. Tres ensayos y otros textos del siglo XX, Barcelone, Kea, 1998.

Archives
Ses archives sont consultables à l'Institut international d'histoire sociale à Amsterdam

## Notices
- Notices d'autorité :   - VIAF
  - ISNI
  - BnF (données)
  - IdRef
  - LCCN
  - GND
  - Italie
  - Belgique
  - Israël
  - Catalogne
  - WorldCat
.
- Data-Bnf : notice.
- L'Éphéméride anarchiste : Luce Fabbri.
- René Bianco, 100 ans de presse anarchiste : notice.
- Catalogue général des éditions et collections anarchistes francophones : notice bibliographique.
- Fédération internationale des centres d'études et de documentation libertaires : affiches.
- Institut international d'histoire sociale (Amsterdam) : archives.
- (en) Libcom : Fabbri, Luce, 1908-2000.